# Carlos Mota Pinto
Carlos Mota Pinto (Pombal, 25 luglio 1936 – Coimbra, 7 maggio 1985) è stato un politico portoghese, Primo ministro dal 22 novembre 1978 al 1º agosto 1979.
Ha fatto parte del Partito Social Democratico.
Ha conseguito la Licenza in Giurisprudenza e un Dottorato in Scienze Giudiziarie presso la Facoltà di Giurisprudenza dell'Università di Coimbra.
Fu anche professore all'Università Cattolica Portoghese e in diverse università straniere. 
Dopo la Rivoluzione dei garofani del 25 aprile 1974 ha contribuito alla fondazione, insieme a Francisco Sá Carneiro, Francisco Pinto Balsemão, Joaquim Magalhães Mota, João Bosco Mota Amaral, Alberto João Jardim, António Barbosa de Melo e António Marques Mendes, del Partito Democratico Popolare (PPD, oggi PSD). 
Fu eletto Deputato all'Assemblea Costituente e all'Assemblea della Repubblica per il PPD. Dopo aver preso le distanze da Sá Carneiro in seguito si riconciliarono, diventando vicepresidente del partito nel 1983 e presidente dal 1984 al 1985, quando morì improvvisamente a Coimbra, pochi giorni prima del Congresso che diede in seguito la presidenza del partito ad Aníbal Cavaco Silva.
Fu Ministro del Commercio e del Turismo nel 1º Governo Costituzionale e divenne poi Primo Ministro, su nomina dell'allora Presidente della Repubblica António Ramalho Eanes, dal 22 novembre 1978 al 1 agosto 1979, cedendo il suo incarico a Maria Pintasilgo.

## Governo Pinto
| Ministro                                                        | Nome                           |
| --------------------------------------------------------------- | ------------------------------ |
| Primo ministro                                                  | Carlo Alberto da Mota Pinto    |
| Vice Primo Ministro dell'Economia e dell'Integrazione Europea   | Manuel Jacinto Nunes           |
| Vice Ministro al Primo Ministro                                 | Álvaro Monjardino              |
| Ministro della Difesa Nazionale                                 | José Loureiro dos Santos       |
| Ministro delle finanze e della pianificazione                   | Manuel Jacinto Nunes           |
| Ministro dell'amministrazione interna                           | Antonio Goncalves Ribeiro      |
| Ministro della Giustizia                                        | Eduardo Silva Correia          |
| Ministro degli Affari Esteri                                    | João de Freitas Cruz           |
| Ministro dell'agricoltura e della pesca                         | Apolino Vaz Portogallo         |
| Ministro dell'Industria e della Tecnologia                      | Álvaro Barreto                 |
| Ministro del Commercio e del Turismo                            | Cavolo Abele Correia           |
| Ministro del Lavoro                                             | Eusebio Marchese de Carvalho   |
| Ministro dell'Istruzione e della Ricerca Scientifica            | Luis Valente de Oliveira       |
| Ministro degli Affari Sociali                                   | Acacio Pereira Magro           |
| Ministro dei Trasporti e delle Comunicazioni                    | José Marchese da Costa         |
| Ministro dell'edilizia abitativa e dei lavori pubblici          | João Almeida Pina              |
| Ministro delle comunicazioni sociali                            | Daniel Proenca de Carvalho     |
| Ministro della Repubblica per la Regione Autonoma delle Azzorre | Henrique Afonso da Silva Horta |
| Ministro della Repubblica per la Regione Autonoma di Madeira    | Lino Miguel                    |